# Олег Ефремов
Олег Николаевич Ефремов (1 октомври 1927 – 24 май 2000) е съветски и руски актьор, режисьор и театрален деятел, народен артист на СССР (1976), Герой на Социалистическия труд (1987).

## Биография
Олег Ефремов е роден на 1 октомври 1927 година. Завършил е през 1949 г. Школата-студио МХАТ (в класа на Василий Топорков) и става актьор и режисьор на Централния детски театър, става и преподавател в Школата-студио МХАТ.
През 1956 г. организира и застава начело на театър „Съвременник“. От 1970 г. е актьор и главен режисьор на МХАТ СССР на името на Максим Горки. От 1976 г. става професор в школата-студио МХАТ.

## Филмография
- 1955 – Първият ешелон (Первый эшелон) – Алексей Узоров
- 1957 – Разкази за Ленин (Рассказы о Ленине) – Ф. Э. Дзержинский
- 1957 – Редом с нас (Рядом с нами)
- 1957 – Саша навлиза в живота (Саша вступает в жизнь)
- 1958 – Трудно щастие (Трудное счастье)
- 1958 – Крачеха войниците (Шли солдаты) – Сенька Радунский
- 1960 – Изпитателен срок (Испытательный срок)
- 1961 – Академикът от Аскания (Академик из Аскании) – Федот Антипович Якушенко, нарком
- 1961 – Командировка (Командировка)
- 1961 – Любушка (Любушка)
- 1962 – По-малкият брат (Мой младший брат)
- 1963 – Живи и мъртви (Живые и мёртвые) – Танкист Иванов
- 1963 – Сътрудник на ЧК (Сотрудник ЧК) – Илларионов
- 1964 – Вземам огъня върху себе си (Вызываем огонь на себя)
- 1964 – Виборгска страна (Выборгская сторона)
- 1965 – Война и мир (Война и мир) – Долохов
- 1965 – Звънят, отворете вратата (Звонят, откройте дверь) – Дрисвяников
- 1965 – Мост се строи (Строится мост)
- 1966 – Охболи 66 (Айболит 66) – Доктор Айболит
- 1966 – Пази се от автомобил (Берегись автомобиля) – Следователь Подберёзовиков
- 1967 – Пътят на горящия фургон (Дорога горящего фургона)
- 1967 – Операция Неман (Операция „Неман“)
- 1967 – Пряка линия (Прямая линия)
- 1967 – Трите тополи на Плюхчиха (Три тополя на Плющихе) – Саша, шофёр такси
- 1968 – още веднъж за любовта (Ещё раз про любовь)
- 1969 – Гори, гори, моя звезда (Гори, гори, моя звезда) – Художник Фёдор
- 1969 – Кралят-елен (Король-олень) – Дурандарте
- 1969 – Мама се омъжи (Мама вышла замуж) – Виктор Леонов
- 1969 – Свой (Свой)
- 1969 – Щрихи към портрета на В. И. Ленин (Штрихи к портрету В. И. Ленина) – Мартов
- 1969 – Само три нощи (Только три ночи) – Председатель
- 1970 – Бяг (Бег) – Белогвардейский полковник
- 1970 – Случаят с Полинина (Случай с Полыниным) – Полынин
- 1971 – Животът на Нюрка (Нюркина жизнь)
- 1971 – Ти и аз (Ты и я)
- 1972 – Цялото кралско войнство (Вся королевская рать) – Адам
- 1972 – Град в Кавказ (Город на Кавказе)
- 1972 – Отговор за всичко (За всё в ответе)
- 1972 – Здравеей и сбогом (Здравствуй и прощай) – Григорий Степанович Буров
- 1974 – Москва, любов моя (Москва, любовь моя)
- 1974 – Пьотър Мартинович и години на голям живот (Пётр Мартынович и годы большой жизни)
- 1974 – Чацки – това съм аз! (Чацкий – это я!)
- 1975 – Горска люлка (Лесные качели)
- 1975 – Зад хоризонта (Там, за горизонтом)
- 1976 – Дните на хирурга Мишкин (Дни хирурга Мишкина) – Евгений Львович Мишкин
- 1977 – Врагове (Враги) – Михаил Скроботов
- 1977 – Заседанието на партийния комитет (Заседание парткома)
- 1977 – Рудин (Рудин) – Рудин
- 1978 – Когато стана великан (Когда я стану великаном) – Сергей Константинович
- 1978 – Комисия по разследването (Комиссия по расследованию) – Главный конструктор Жолудов
- 1978 – Последният шанс (Последний шанс)
- 1979 – Активна зона (Активная зона)
- 1979 – Откритата книга (Открытая книга) – Марлин
- 1979 – Поема за крилата (Поэма о крыльях)
- 1980 – Мнимият болен (Мнимый больной)
- 1980 – Веднъж преди двайсет години (Однажды двадцать лет спустя) – Художник
- 1981 – Имал бащата три сина (Было у отца три сына) – Отец
- 1981 – Шофьор на един рейс (Шофёр на один рейс) – Михаил Антонович Артюхин
- 1982 – Инспекторът от КАТ (Инспектор ГАИ) – Майор Гринько
- 1982 – Формула на спомена (Формула памяти)
- 1983 – Не искам да бъда щастлив (Не хочу быть несчастливым)
- 1983 – Между хиляди пътища (Среди тысячи дорог)
- 1984 – Очарование, не си отивай! (Продлись, продлись, очарованье) – Антон Николаевич Скворцов
- 1984 – Чужда жена и мъж под кревата (Чужая жена и муж под кроватью) – Александр Демьянович
- 1985 – Батальоните молят за огън (Батальоны просят огня) – Полковник Гуляев
- 1985 – Внимание (Осторожно) – Василёк
- 1986 – От заплата до заплата (От зарплаты до зарплаты) – Ефимов
- 1986 – Тайната на Снежната кралица (Тайна Снежной королевы) – Голос сказки
- 1987 – Първа среща – последна среща (Первая встреча – последняя встреча) – Занзибов
- 1988 – Полетът на птиците (Полёт птицы) – Сторожков
- 1989 – Неспокойният (Неприкаянный)
- 1990 – Шапката (Шапка)
- 1991 – И вятърът се завръща (И возвращается ветер)
- 1995 – Ширли-мирли (Ширли-мырли) – Николай Григорьевич
- 1998 – Съчинения за Денят на Победата (Сочинение ко Дню Победы)
- 1998 – Чехов и компания (Чехов и К) – Камышев